# 三浦海里
三浦 海里（みうら かいり、1996年10月26日 - ）は、フリーランスの日本の俳優、タレント、元アイドルである。かつてはオフィスジュニア、株式会社ポートレーブに所属していた。

## 略歴
2011年、第24回ジュノン・スーパーボーイ・コンテストのファイナリストに選出される。
2015年、『少年ハリウッド』楽曲パフォーマンス公式非連動型ユニット「ZEN THE HOLLYWOOD」のメンバーとなる。
2016年2月28日に、ZEN THE HOLLYWOODを卒業。

## 人物
- ラーメンとお菓子が大好物だが、チョコレートは苦手。嫌いな食べ物はきのこ類。
- EXILEや三代目J Soul Brothersのファンである。

## 出演

### テレビドラマ
- 金曜プレステージ 所轄刑事8（2013年1月18日、フジテレビ） - 高校生A 役　※実質ドラマデビュー作
- ノロイヲアゲル（2025年1月5日 - 3月30日、テレビ東京）[2] - 川井勇次 役

### 映画
- 八王子ゾンビーズ（2020年7月17日） - 三太 役[3]
- ゲネプロ★7（2023年4年21日） - 主演・山井啓介 / 妖精パック 役[4]

### バラエティ
- アカデミーナイトQ（2016年3月22日、TBS） - 舞台ハイキュー!!特集で須賀健太、小坂涼太郎と共にメンバーとして出演。
- 痛快TV スカッとジャパン（フジテレビ）※主に再現パート。
  - 2016年9月12日、胸キュンスカッと『林間学校は恋の戦場』 - 幽霊に扮する同級生 役
  - 2016年9月26日、スカッとばあちゃん - 病院でイチャつきカップル 役
  - 2016年12月5日、上から目線のラーメン屋 - カップルの大学生の客 役。共演は佐藤二朗。
  - 2017年4月3日、モテたガール - メインのぶりっ子に川流しの刑に処されてしまう 役。共演は岡副麻希。
  - 2019年5月6日、ランニングマシン横取り男 - ランニングマシーンを横取りされる若い男性役。共演は小手伸也。

### 舞台
- Blood Heaven〜第七天国 Sad Wings（2013年4月5日 - 7日、シアターグリーン BIG TREE THEATER） - アンリ役[5]
- ハイパープロジェクション演劇「ハイキュー!!」 - 山口忠 役[6]
  - 「ハイキュー!!」（2015年11月14日 - 12月13日、AiiA 2.5 Theater Tokyo 他）[7][8]
  - 「ハイキュー!!」“頂の景色”（2016年4月8日 - 5月8日、AiiA 2.5 Theater Tokyo 他）[9][10]
  - 「ハイキュー!!」“烏野、復活！”（2016年10月28日 - 12月4日、AiiA 2.5 Theater Tokyo 他）[11][12]
  - 「ハイキュー!!」“勝者と敗者”（2017年3月24日 - 5月7日、TOKYO DOME CITY HALL 他）[13][14]
  - 「ハイキュー!!」“進化の夏”（2017年9月8日 - 10月29日、TOKYO DOME CITY HALL 他）[15][16]
  - 「ハイキュー!!」“はじまりの巨人”（2018年4月28日 - 6月8日、日本青年館ホール 他）[17][18]
  - 「ハイキュー!!」“最強の場所（チーム）”（2018年10月20日 - 12月16日、TOKYO DOME CITY HALL 他）[19][20]
- ママと僕たち〜たたかえ!!泣き虫BABYS〜（2016年7月8日 - 18日、AiiA 2.5 Theater Tokyo 他）[21] - 野々村金次郎（7ヶ月） 役
- 超訳文学 朗読劇『夏の夜の夢』[22]（2016年8月26日 - 27日、日本橋劇場） - 南条 役[23]
- 私のホストちゃん - 湊人 役
  - 私のホストちゃん REBORN〜絶唱！大阪ミナミ編（2018年1月19日 - 2月11日､ サンシャイン劇場 他）[24]
  - 私のホストちゃん THE LAST LIVE 〜最後まで愛をナメんなよ！〜（2020年1月30日 - 2月20日､ 日本青年館ホール 他）[25]
- 極上文學 風の又三郎・よだかの星（2018年3月8日 - 13日、紀伊國屋ホール）[26] - よだか、司書、先生 役[27]
- GRIEF7 - ムラセ 役
  - GRIEF7（2018年7月26日 - 31日、俳優座劇場）[28]
  - GRIEF7 Sin#2（2019年9月5日 - 9日、紀伊国屋ホール / 9月21日 - 24日、ABCホール）[29]
- 舞台劇「からくりサーカス」（2019年1月10日 - 20日、新宿FACE） - 白銀 役 [30]
  - 舞台劇「からくりサーカス」～デウス・エクス・マキナ（機械仕掛けの神）編～（2019年10月10日 - 19日、新宿FACE） - グリュポン 役（声の出演）
- 舞台「夢王国と眠れる100人の王子様 On Stage」（2019年1月31日 - 2月3日、シアター1010 / 2月7日 - 2月11日、品川プリンス ステラボール） - チェシャ猫 役[31]
- ミュージカル HARUTO（2019年3月7日 - 13日、品川プリンスホテル クラブeX）- エリック 役[32]
- 幕末太陽傳 外伝（2019年4月18日 - 28日、三越劇場）- 白井小助 役[33]
- 誰ガ為のアルケミスト 聖石の追憶（2019年6月26日 - 30日、博品館劇場）- クウザ 役[34]
  - 舞台版 誰ガ為のアルケミスト 〜聖ガ剣、十ノ戒〜（2020年3月13日 - 22日、無観客LIVE配信(ニコニコ生放送)） - ズィーヴァ 役[35]
- ゲームしませんか? 〜荒野行動〜（2019年10月30日 - 11月4日、こくみん共済 coop ホール／スペース・ゼロ） - 堀ミキオ 役[36][37]
- 宇宙戦艦ティラミスII 〜蟹・自分でむけますか〜（2020年1月8日 - 19日、品川プリンスホテル クラブeX）- 生協の人 役[38]
- ガチャリコフェスティバル（2020年4月24日 - 5月10日、日本青年館ホール） ※コロナウイルス感染の拡大に伴い全公演中止
- THE INSTANT（2020年10月24日 - 25日、PIA LIVE STREAM配信）
- 青空ハイライト 〜from主役の椅子は俺の椅子（2021年2月11日 - 21日、Mixalive TOKYO Theater Mixa） - 八雲 役（主演）[39]
- ヒロイン（2021年4月21日 - 28日、シアターサンモール[40]） - 成田優太 役
- 新・熱海殺人事件（2021年6月10日 - 27日、紀伊國屋ホール） - 犯人大山金太郎 役 ※コロナウイルス感染の拡大に伴い一部公演中止[41]
- ＃これで恋ができるなら（2021年7月28日 - 8月1日、CBGKシブゲキ!![42]） - 柿沼要 役
- In the womb（2021年10月30日 - 31日、GARDEN 新木場FACTORY） - 阿良寺 役[43]
- リクエストをよろしく（2022年1月27日 - 31日、本多劇場） - 松戸 役 ※コロナウイルス感染の拡大に伴い全公演中止[44]
- 淡海乃海-現世を生き抜くことが業なれば-（2022年5月20日 - 29日、東京ドームシティ シアターGロッソ） - 浅井新九郎長政（浅井賢政） 役[45][46]
- 「乙女ゲームの破滅フラグしかない悪役令嬢に転生してしまった…」THE STAGE（2022年6月30日 - 7月5日、サンシャイン劇場） - キース・クラエス 役[47]
- 忘華 ～ボケ～（2022年9月28日 - 10月2日、草月ホール / 10月8日 - 10月10日、ABCホール） - 葵 役[48]
- ダリとガラ（2023年3月2日 - 12日、座・高円寺1 / 3月24日 - 26日、ABCホール） - 兄の亡霊のダリ 役[49]
- 大正浪漫探偵譚-エデンの歌姫-（2023年7月5日 - 12日、草月ホール） - 北原進 役[50]
- 50周年記念特別公演 熱海殺人事件 バトルロイヤル 50's（2023年8月4日 - 20日、紀伊國屋ホール） - 熊田留吉刑事 役（Wキャスト）[51]
- フール（2024年3月13日 - 17日、赤坂RED/THEATER）[52]
- なめ猫ロックショー!（2024年5月16日 - 24日、浅草花劇場）[53]
- 文豪メランコリー:Re（2024年6月26日 - 30日、博品館劇場）[54]
- 舞台「ブルーロック」 - 氷織羊 役[55]
  - 舞台「ブルーロック」3rd STAGE（2024年8月9日 - 12日、東大阪市文化創造館 Dream House 大ホール / 8月17日 - 25日、シアターH）[55]
  - 舞台「ブルーロック」4th STAGE（2025年5月15日 - 25日、THEATER MILANO-Za / 5月30日 - 6月1日、東大阪市文化創造館 Dream House 大ホール）[56]
- Uzume 第12回公演 あの春は、いつまでも青い-永南高校バスケットボール部-（2024年9月29日 - 10月6日、彩の国さいたま芸術劇場 小ホール）[57]
- 朗読劇「文豪Letters」（2025年1月31日・2月1日、北とぴあ ドームホール）[58]
- ハザマDDD〜Hazama the Dimensional Detective Deux “ディディディーディ・ディーディディ”〜（2025年2月14日 - 24日、浅草九劇）[59]
- 舞台「探偵東堂解の事件録 -大正浪漫探偵譚-」（2025年9月20日 - 28日〈予定〉、すみだパークシアター倉）[60]

### オンラインイベント
- 双方向×没入型イベント「カラダ探しオンライン」（2022年10月14日 - 12月4日、配信） - 眞上遥人 役[61]

### ネット番組
- 仮面ライダーアマゾンズ-season2（2017年4月7日よりAmazonプライム・ビデオにて配信） - 山下琢己 役[62]
- 主役の椅子はオレの椅子（2020年9月16日より　ABEMA）[63]

### スマホ向け番組
- 熱闘！妄想部（2019年1月25日より配信、全5話） - 長谷川亘 役[64]

### ラジオ番組
- 月曜の夜だから...。（FM FUJI、2018年3月5日放送）番組レギュラーの鈴木裕斗出演の朗読劇『よだかの星』の共演ゲストとして深澤大河共に出演。[65]